# Луи XVI
Луи XVI (на френски: Louis XVI; * 23 август 1754; † 21 януари 1793) управлява като крал на Франция и Навара от 1774 до 1791, а след избухването на Френската революция и провъзгласяването на страната за конституционна монархия като „Крал на французите“ от 1791 до 1792.
В първите години на революцията продължава да оглавява изпълнителната власт, но със силно ограничени правомощия. През лятото на 1791 г. прави опит за бягство, а през лятото на 1792 г. е отстранен от властта и арестуван (10 август 1792). Съден е от Конвента, признат е за виновен в държавна измяна и на 21 януари 1793 е гилотиниран. Екзекуцията му слага край на абсолютната монархия във Франция.
Въпреки че отначало е обичан, неговите нерешителност и консерватизъм карат някои от хората във Франция да го намразят като символ на тиранията на Стария режим. След премахването на монархията през 1792, новото републиканско правителство му дава прозвището Капе (по името на Хуго Капет, основател на династията на Капетингите, която революционерите погрешно възприемат като фамилно име) и го принуждават да се нарича Луи Капе, в опит да принизят положението му на крал. Също е наричан неофициално „Луи льо Дерние“ (Луи Последния), подигравателна форма на традиционните прозвища на френските крале.

## Произход и детство
Син е на Луи-Фердинанд дьо Бурбон, дофин на Франция, и втората му съпруга Мария Жозефа Сакска. Внук е на френския крал Луи XV.
Като дете Луи-Огюст е пренебрегван от родителите си, които фаворизират по-големия му брат Луи, херцог на Бургундия, който е умен и красив, но умира на девет години през 1761. Луи-Огюст е физически здрав и силен, но много стеснителен. Той е ученолюбив, обича да изучава езици, история и география и научава говоримо италиански и английски. Склонен е към физически занятия, обича да ходи на лов с дядо си, да играе с братята си и да майстори в специално оборудвана работилница, където се занимава с шлосерство и ключарство. В личния си живот е пълна противоположност на дядо си – скромен, несръчен, дори безволев. Успява да съхрани в себе си чистота на нравите и се отличава с честност, простота в обноските и неприязън към разкоша. Държавните дела, дворцовите церемонии и тържества не го привличат. Той не обича да го поставят на изпитание с вземане на крайни решения и непрекъснато попада под влиянието на по-силните характери около него.
След смъртта на баща му и на двамата му по-големи братя, 11-годишният Луи е обявен официално за дофин на 20 декември 1765 г.

## Брак с Мария-Антоанета
Бракът на Луи с Мария-Антоанета е уреден в последните години от живота на дядо му. През 1770 г. Мария Антоанета пристига в Париж като бъдеща съпруга на престолонаследника. На 16 май 1770 бракът е сключен – Луи е на петнадесет, а булката на четиринадесет години. Бракът не е посрещнат добре от обществеността – съюзът с Австрия е въвлякъл Франция в катастрофалната Седемгодишна война, в която двете търпят поражение както в Европа, така и в Северна Америка. С енергичния си характер Мария Антоанета бързо успява да се намеси в решаването на държавните дела, а Луи проявява голяма отстъпчивост и променя решенията си след нейна намеса.
Двамата нямат деца в продължение на седем години, но след това кралицата забременява и през декември 1778 г. се ражда Мари Терез Шарлот, след което следват още двама сина и едно момиче. Първият дофин Луи-Жозеф обаче умира от туберкулоза в замъка Мьодон близо до Париж преди да навърши 8 години, през юни 1789 г., когато Френската революция набира скорост.

## Крал на Франция
На 10 май 1774 г. умира дядо му, крал Луи XV. Тъй като баща му Луи е починал 9 години по-рано, Луи XVI наследява трона. Коронясан е за крал на 11 юни 1775 г. в катедралата в Реймс.

### Начало на управлението
Когато Луи XVI се възкачва на трона през май 1774 година, кралството е затънало в дългове. Като свой наставник младият крал извиква в двора граф Морепа като държавен министър. По негова препоръка са назначени министрите Тюрго, Малерб и Вержени и е възобновена работата на Парижкия парламент, разпуснат през 1771 г. Радикалните финансови реформи, предприети за преодоляване на финансовата криза, отчуждават аристократите и са блокирани от членовете на Парижкия парламент, които настояват, че кралят няма законно право да налага нови данъци. През 1776 Малерб напуска, а Тюрго е освободен от длъжност и заменен с Жак Некер.
Самият крал, осъзнавайки ясно огромната задлъжнялост на държавната хазна и все по-трудно работещата икономика, се опитва на няколко пъти да проведе икономически реформи и да накара дворянството и духовенството също да плащат данъци, но всеки път среща яростния отпор на привилегированите съсловия. Сменя няколко финансови министри, докато най-после се решава да свика Генералните щати с надеждата, че техните решения ще се окажат онази непреодолима законна сила, която да принуди аристокрацията също да плаща данъци.

### Френската революция
На 5 май 1789, Генералните щати се събират за първи път след 1614 година. Вместо да одобрят данъчни реформи, депутатите от третото съсловие се самообявяват за Национално събрание, което е първият революционен акт от Френската революция. Кралят се опитва да им попречи, но не успява и събранието започва да се нарича Учредително, обявява се за висш държавен орган и започва да подготвя Конституция. След превземането на Бастилията на 14 юли 1789, то поема реалното управление на Франция. На практика след юли парижани стават крал, а Луи XVI техен поданик. Кралското семейство остава изолирано във Версайския дворец, а из цялата страна има повсеместни вълнения поради революционните настроения и продължаващата икономическа криза.
На 5 октомври 1789 ядосана тълпа жени от парижките предградия се устремява към Версай, обсажда го и остава цялата нощ. На другия ден кралят и семейството му са принудени да се върнат обратно в Париж, настаняват ги в двореца Тюйлери, на практика под домашен арест.
Срещу революцията има съпротива както от вътрешни противници, така и практически от страна на всички европейски монархии. Самите революционни лидери се съмняват в принципите на управление, избирано от народа. Някои, особено Оноре Мирабо, тайно заговорничат да възстановят силата на Короната в нова, конституционна форма. Внезапната смърт на Мирабо през април 1791 г. и липсата на политически усет за адекватни решения на Луи, отдавани на предполагаема депресия, обаче силно отслабват позициите на монархистите.
Опитът на краля да избяга от Париж през юни 1791 г. е разкрит и осуетен. Макар че Учредителното събрание формално го оневинява, бягството нанася силен удар върху престижа на монархията и на кралското семейство, като дава претекст за временно отстраняване на краля от властта до приемането на Конституция. Засилва се влиянието на най-радикалните революционери, предвождани от корделиерите, които през следващите две години играят ключова роля във въстанията в Париж.

### Конституционен монарх
На 3 септември 1791 г. Учредителното събрание провъзгласява приетата първа Френска конституция, според която страната става конституционна монархия. В нея кралят притежава изпълнителната власт, и макар прякото му влияние да е ограничено, той е обявен за представляващ нацията, но без да носи отговорност пред Националното събрание. Кралят има право на вето върху законите, номинира министрите, които не могат да са депутати в събранието, посланиците, ръководството на армията и висшата администрация. Луи XVI приема новата Конституция и полага клетва за вярност на 14 септември.
Следва едногодишен период (1 октомври 1791 – септември 1792) на управление на Законодателното събрание, свикано по новата Конституция. Макар кралят да назначава министрите и други държавни служители, ролята му е сведена до тази на обикновен арбитър в парламентарния живот. Въпреки това Луи XVI успява да предотврати приемането на много закони или поне да забави изпълнението им, приемайки външно вид на примирение и посещавайки заседанията на събранието. Това поведение на кралската двойка ѝ спечелва ново прозвище – „господин и госпожа Вето“, и увеличава негативното отношение към тях. Междувременно кралят и кралицата заговорничат и не спират да търсят търсят съдействие в чужбина. Те поддържат активни контакти с кралските дворове в Европа, с емигрирали аристократи и роялисти, предвождани от двамата му братя, Луи XVIII и Шарл X. Все пак привидно кралят далеч не е толкова реакционен, колкото братята си и многократно им изпраща публични или частни съобщения, призовавайки ги да прекратят опитите за противодействие на новия режим. Всъщност кралят иска война, но смята, че ще я води лично начело на армията. Ако тя се увенчае с победа, властта му ще бъде заздравена и той ще може да се справи с революцията, а ако Франция загуби, ще може да разчита на другите крале в Европа да го върнат на власт. И така почти с консенсус Франция първа обявява война на Австрия на 20 април 1792 г., с което започват Революционните войни. Въпреки това в цялата страна и особено в Париж негативното отношение към кралската двойка расте и подозренията в предателство нарастват.
След нахлуването на пруски и австрийски войски във Франция през лятото на 1792 г. обстановката се изостря. В Париж избухва въстание и дворецът Тюйлери е щурмуван, а кралското семейство е принудено да търси спасение от тълпата при депутатите в Законодателното събрание. Под натиска на народните искания депутатите отстраняват Луи XVI от властта и го поставят под силна стража в кулата Тампл. Същевременно вражеските войски напредват към Париж, притичайки се на помощ на краля. В тази обстановка на нарастваща външна заплаха революционните и антимонархически настроения се засилват и на 21 септември новоизбраният Конвент отменя монархията и обявява Франция за република.

### Съд и екзекуция
Още при първите заседания на Конвента мненията за съдбата на краля не съвпадат и дискусиите стават все по-остри. Монтанярите искат смъртна присъда, като го обвиняват в „заговор срещу свободата и сигурността на отечеството“. Жирондинците се противопоставят и всячески отлагат вземането на решение. Те настояват кралят да бъде изгонен в чужбина или просто да бъде оставен на свобода, без да разполага с някакви различни права. На 20 ноември 1792 обаче в двореца Тюйлери е открита тайна каса с документи, които доказват извън всякакво съмнение опитите на краля да възвърне властта си и дават повод той да бъде обвинен в държавна измяна.
Депутатите от Конвента си възлагат съдебни функции и съдебният процес започва на 10 декември. Луи XVI е определен като враг и „узурпатор“, чужд на нацията. Проведени са два разпита в присъствието на негови адвокати. Гласуването започва на 14 януари 1793 и признава крал Луи XVI за виновен в заговор срещу обществената свобода със 721 гласа „за“ (включително 37 с уговорка) и нито един „против“. Председателят на Конвента, Верньо, обявява резултата от гласуването така: „От името на френския народ Националният Конвент обявява Луи Капет за виновен в злоумишлени действия против свободата на нацията и общата сигурност на държавата.“ На 17 януари е проведено гласуване, продължило 21 часа, в което 361 депутати гласуват за безусловна и незабавна смъртна присъда, а 360 за други варианти на наказание (смърт с отсрочка и всенародно обсъждане, условна смъртна присъда, арест, заточение или затвор). Конвентът отхвърля правото на последно обжалване и на 21 януари 1793 Луи XVI е екзекутиран чрез гилотиниране. През октомври Мария-Антоанета го последва на ешафода след скалъпен процес с предрешен изход от Комитета за обществено спасение.
Днес историците и французите като цяло имат по-различно мнение за Луи XVI, който е останал в историята като честен човек с добри намерения, но който най-вероятно е бил неспособен на особено тежката задача да реформира монархията и е бил използван от революционерите като изкупителна жертва. Всъщност той е бил силно зависим от своите двор, министри, духовенство и благородници и рядко е вземал политически решения по своя воля.  Убийството на краля причинява гражданска война във Франция и войни между Франция и почти цяла Европа, както и вътрешни борби в самия Конвент с победа на монтанярите и отстраняване на жидронистите. 

## Семейство
От брака си с Мария Антоанета Луи XVI има 4 деца:
- Мари Терез Шарлот (19 декември 1778 – 19 октомври 1851);
- Луи-Жозеф Ксавие Франсоа (22 октомври 1781 – 4 юни 1789);
- Луи XVII (27 март 1785 – 8 юни 1795);
- Софи Хелен Беатрис (на френски: Sophie-Hélène-Béatrice de France) (29 юли 1786 – 19 юни 1787).